# Manolo (football, 1947)
 (juin 2018).
Si vous disposez d'ouvrages ou d'articles de référence ou si vous connaissez des sites web de qualité traitant du thème abordé ici, merci de compléter l'article en donnant les références utiles à sa vérifiabilité et en les liant à la section « Notes et références ».
Pour les articles homonymes, voir Manolo.
Manuel Rodríguez Alfonso, dit Manolo, né le 22 décembre 1947 à Cangas (Galice, Espagne), est un footballeur espagnol qui évolue au poste de défenseur de la fin des années 1960 au début des années 1980.
Manolo effectue l'intégralité de sa carrière au Celta de Vigo, où il détient le record de matchs disputés avec 533 rencontres à son actif.

## Biographie
Il joue avec le Celta 226 matchs en première division, inscrivant quatre buts, et 206 en deuxième division, marquant 10 buts.

## Palmarès
- Champion d'Espagne de D2 en 1982 avec le Celta de Vigo